# Орловский, Борис Павлович
Борис Павлович Орловский (укр. Борис Павлович Орловський; 16 января 1993, Черновцы, Украина) — украинский футболист, полузащитник.

## Биография
Воспитанник ДЮСШ «Буковина», где и начал свои первые шаги в футбольной карьере. Учился в Киевском республиканском высшем училище физической культуры. В ДЮФЛУ выступал за черновицкую «Освиту», киевское «Динамо» и РВУФК (Киев).
Профессиональную карьеру начал в черновицкой «Буковине», где и дебютировал в Первой лиге Украины в 2010 году. В 2010—2012 годах выступал за юношескую сборную Украины до 17, до 18 и до 19 лет. В 2012 году был арендован симферопольской «Таврией», но играл только за дублирующий состав (10 матчей, 1 гол). Выступал за черновицкий клуб до 2014 года и провёл за это время 54 официальных матча во всех турнирах.
В 2014 году выступал в армянском «Гандзасаре», где в Премьер лиге Армении забил 1 гол в 10 матчах и ещё 2 поединка сыграл в кубке страны. В марте 2015 года вернулся в родную «Буковину». В конце лета 2015 года перешёл в состав «Вереса» из города Ровно, где выступал до лета 2017 года. Всего за «Верес» провёл 47 официальных матчей во всех турнирах, в которых отличился 5 голами.
В сентябре того же года подписал контракт с футбольным клубом «Львов», о деталях трансфера и сроках личного контракта информация осталась неизвестной. В феврале 2018 года по обоюдному согласию сторон расторг контракт с клубом. За этот период он провел 8 матчей в чемпионате, в кубке Украины вместе с командой дошел до четвертьфинальной стадии и записал в свой актива 2 поединка (1 гол).
В том же месяце стал игроком косовского клуба «Трепча’89», однако уже в июле 2018 во второй раз в карьере стал игроком «Вереса», за который выступал до завершения сезона 2018/19. С ноября 2019 года вновь заявлен за родную черновицкую команду, за которую выступал до завершения 2021/22 сезона.

## Достижения
- Бронзовый призёр Первой лиги Украины (1): 2016/17
- Серебряный призёр Второй лиги Украины (1): 2015/16